# Anna Hartelt
Anna Hartelt (ur. 17 lutego 1988 w Garmisch-Partenkirchen, Bawaria) – niemiecka curlerka, praworęczna. W curling zaczęła grać w 2002, od początku jest zawodniczką klubu SC Riessersee Garmisch-Partenkirchen. Do sezonu 2008/2009 grała jako druga w drużynie Andrei Schöpp.

## Drużyna
Do sezonu 2008/2009
- Andrea Schöpp (skip, czwarta)
- Monika Wagner (trzecia, wiceskip)
- Marie-Therese Rotter (otwierająca)
- Melanie Robillard
- Tina Tichatschke

## Wyniki
| Rok  | Zawody                       | Miejsce |
| ---- | ---------------------------- | ------- |
| 2003 | Mistrzostwa Niemiec U16      | 1       |
|      | Mistrzostwa Niemiec          | 1       |
|      | Mistrzostwa Europy           | 7       |
| 2004 | Mistrzostwa Niemiec Juniorów | 2       |
|      | Mistrzostwa Niemiec          | 1       |
| 2005 | Mistrzostwa Niemiec          | 1       |
|      | Mistrzostwa Europy           | 11      |
| 2006 | Mistrzostwa Niemiec          | 1       |
|      | Mistrzostwa Świata           | 4       |
|      | Continental Cup (Europa)     |         |
|      | Mistrzostwa Europy           | 5       |
| 2007 | Mistrzostwa Niemiec          | 1       |
|      | Mistrzostwa Świata           | 8       |
|      | Mistrzostwa Europy           | 7       |
| 2008 | Mistrzostwa Niemiec          | 1       |
|      | Mistrzostwa Świata           | 9       |